# 오다야마 공원
오다야마 공원(일본어: 太田山公園, おおだやまこうえん)은 일본 지바현 기사라즈시에 있는 공원이다. 일본 신화에 등장하는 야마토타케루와 오토타치바나히메의 사랑에 관한 전설에서 따 온 "사랑의 숲"이라는 이름으로도 알려져 있다. 또 벚나무 숲으로도 유명하다.
오다 산을 중심으로 한 공원이다. 기사라즈역 동쪽 출구에서 정면으로 보이는 산이 오다 산으로, 기사라즈 시민들의 휴식 공간 몫을 하고 있다.。

## 개요
오다야마 공원이 있는 오다 산 (太田山)의 높이는 해발 44m로, 정상에는 칼 모양의 기미사라즈 타워가 있다. 또 정상에는 고분이 있었다는 이야기가 있으나, 지금은 남아있지 않다. 공원의 면적은 약 9.7m2이다.
공원 안에는 가즈사 FM의 송신소가 있다.

### 시설
- 기미사라즈 타워
- 기사라즈 시 향토박물관 "가네노 스즈" (금방울) - 2008년 10월에 지바 현이 기사라즈 시에 넘긴 박물관으로, 옛이름은 "지바 현립 가즈사 박물관"이었다.[1] 가즈사식 우물파기 양식 (上総掘り)을 전시하며, 기온·나가스카 고분군 일대에서 출토된 보물들 (일본의 중요문화재)을 보존하고 있다.[1]
- 구 안자이 사택 - 에도 시대 중기에 지은 농가, 안자이 씨의 사택을 옮겨놓은 것이다.[1] 에도 시대의 전형적인 초가집 양식으로 지은 주택으로, 1981년에 기사라즈 시가 시의 중요문화재로 지정했다.[7] (일본어, 2012년 11월 22일 확인.)
- 다치바나 신사 - 오토타치바나히메를 모시는 신사로, 인연을 맺어주는 곳이라고 한다.[8] 긴레이마쓰리 때 특별한 의식이 열린다.[9]
- 체육 시설[10]
- 산책로[10]
- 현충탑 - 1954년 11월 15일에 세웠다.[11]。

## 역사
오다 산은 제2차 세계 대전 당시 구 일본군이 고사포 진지를 세웠던 곳이며, 제국 육군이 터널과 지하 해자를 파기도 했다. 1953년부터 오다 산에서 긴레이마쓰리를 열기 시작했다. 1978년에는 지금의 공원이 정비되었으며, 1982년 구 안자이 사택을 공원 안으로 이전했다. 2004년 4월 24일에는 TV 도쿄의 한 버라이어티 프로그램에서 기미사라즈 타워와 다치바나 신사를 중심으로 오다야마 공원을 소개했다.

## 방송 시설
| 방송국 이름 (애칭)       | 호출번호   | 주파수   | 공중선전력 | 실효방사전력 | 가청 지역                 | 개국일          |
| 가즈사 FM (BREEZE RADIO) | JOZZ3AH-FM | 83.4 MHz | 20W        | 28W          | 기사라즈시와 그 주변 지역 | 2009년 10월 8일 |

## 교통
동일본 여객철도 우치보 선 및 구루리 선의 기사라즈역 동쪽 출구에서 걸어서 15분이며, 역에서 닛토 교통 버스가 운영하는 오다 순환버스를 타고 "사랑의 숲" 정류장에서 내리면 걸어서 5분이다. 한편 최대 68대의 자동차를 수용할 수 있는 무료 주차장도 있다.

## 참고 문헌
- 가도가와 일본 지명 대사전 편찬위원회 (1984년), 《가도가와 일본 지명 대사전: 12 지바 현》, 총 1558쪽.
- 기사라즈시 (1972년), 《기사라즈 시의 역사 (木更津市史)》 , 총 1167쪽.

## 같이 보기
- 기온·나가스카 고분군